# Band of Gypsys
Band of Gypsys foi um álbum ao vivo lançado por Jimi Hendrix em 1970, após a banda The Jimi Hendrix Experience terminar em junho de 1969. As faixas vieram de quatro shows, dois em 31 de dezembro de 1969 e dois em 1º de janeiro de 1970, no Fillmore East em Nova Iorque.

## História
Band of Gypsys foi a única gravação ao vivo autorizada por Hendrix antes de sua morte. Billy Cox no baixo e Buddy Miles na bateria, substituíram os membros do The Jimi Hendrix Experience, que havia terminado em junho de 1969. No início de 1969, Jimi formou um conjunto chamado Gypsy Sun and Rainbows  para tocar no Festival de Woodstock. O baixista Billy Cox que havia tocado com Hendrix, enquanto eles estavam no exército) estava ensaiando e tocando com ele desde abril, mas a banda não durou muito.
Ainda com Cox e seu amigo Buddy Miles, Jimi formou a Band of Gypsys, desta vez para cumprir a obrigação de produzir um LP de novo material para Ed Chalpin e ser lançado pela gravadora Capitol Records. Hendrix em entrevistas, já em março de 1969, já havia mencionado um álbum de "jam" que seria chamado de Band of Gypsys. Ele também mencionou em sua introdução em Woodstock que "Band of Gypsys" era um nome alternativo para o grupo que iria se apresentar. O novo som foi uma fusão de rock, funk e R&B, e canções como "Message to Love" e "Power to Love" mostraram uma nova direção lírica. Ainda, optou por modificar as performances em algumas canções antigas do The Jimi Hendrix Experience. O disco mostrou um lado mais arrojado em musicas lentas, como a épica Machine Gun, com um dos solos mais desvairados do musico, com um uso abusivo e extenso dos pedais. Band of Gypsys foi relançado pela Experience Hendrix, bem como teve uma adição, sob forma do disco Live at Fillmore East, com musicas apresentadas nos quatro concertos do grupo. Algumas filmagens foram encontradas e transformadas em dvd, com o nome Band of Gypsys. Juntos estes três registros formam um panorama bem fiel da totalidade dos quatro concertos. Até o momento, não há previsão para lançamento de um box contendo todo o registro no Fillmore East. O show somente existe em formato bootleg. 

## Faixas
Faixas 1, 2, 4 e 5 escritas por Jimi Hendrix, 3 e 6 por Buddy Miles. Devido um erro de prensagem "Power of Soul", foi escrita erroneamente como "Power to Love".
| N.º | Título                   | Compositor(es) | Duração |  |
| 1.  | "Who Knows"              | Jimi Hendrix   | 9:32    |  |
| 2.  | "Machine Gun"            | Jimi Hendrix   | 12:33   |  |
| 3.  | "Changes"                | Buddy Miles    | 5:10    |  |
| 4.  | "Power to Love"          | Jimi Hendrix   | 6:53    |  |
| 5.  | "Message of Love"        | Jimi Hendrix   | 5:22    |  |
| 6.  | "We Gotta Live Together" | Buddy Miles    | 5:46    |  |

## Formação
- Jimi Hendrix - guitarra, compositor, vocais, mixagem
- Billy Cox - baixo
- Buddy Miles - bateria, compositor, vocais em "Changes".

## Recepção e crítica
| Críticas profissionais | Críticas profissionais |
| Avaliações da crítica  | Avaliações da crítica  |
| Fonte                  | Avaliação              |
| ---------------------- | ---------------------- |
| Allmusic               | [ 3 ]                  |

Sean Westergaard, crítico do Allmusic, disse: "Embora Hendrix fosse errático em apresentações ao vivo, nestes shows o guitarrista mostrou, provavelmente, suas melhores performances". O crítico continua: "Band of Gypsys não é apenas parte importante do legado de Jimi Hendrix, mas um dos melhores álbuns ao vivo de todos os tempos." O álbum alcançou o 5º lugar na Billboard 200 e o 14º lugar na Billboard  R&B Albums.